# Bánffy Dezső (földbirtokos)
Losonci báró Bánffy Dezső (Kolozsvár, 1900. február 18. – Svájc, Wallis kanton, Montana, 1939. január 18.) földbirtokos. Az erdélyi magyar kisebbségi mozgalom egyik irányítója volt. Bánffy Dezső miniszterelnök unokája.
Szülei Bánffy Ferenc császári és királyi kamarás és széplaki Petrichevich-Horváth Ida. Első feleségével, széki gróf Teleki Margittal 1922. augusztus 20-án Koltón kötöttek házasságot, de 1924. augusztus 8-án elváltak. Lányuk Bánffy Gabriella (1924-2012).
Gróf Teleki Irmát 1926. április 24-én Kolozsvárott vette feleségül. Ebből a házasságból szintén egy lánya született: Bánffy Katalin (1927).
Élete végén szanatóriumban kereste a gyógyulást betegségére. A házsongárdi temetőben helyezték nyugalomra.